# Зварювальний струм
Зва́рювальний струм — один з головних параметрів, який характеризує електричні властивості зварювальної дуги. Разом із напругою, зварювальний струм при сталому режимі зварювання виражає статичну вольт-амперну характеристику.
Розрізняють постійний і змінний струм. Джерелами постійного струму є генератори і випрямлячі, змінного — трансформатори.
Джерела постійного струму для дугового зварювання виготовляють одно- та багатопостовими, а джерела змінного струму — лише однопостовими.
Змінний струм — електричний струм, який змінюється гармонічно за величиною та напрямком через рівні проміжки часу, графічно відображається синусоїдальним чи косинусоїдальним законом і характеризує величину струму і напруги у даний момент часу. В українській енергетиці застосовується частота 50 Гц.
Зварювальний струм залежить від діаметра електрода, який обирається в залежності від товщини матеріалу, що зварюється, та способу з'єднання. Окрім того, на величину струму впливає положення зварного шва у просторі.
Від величини зварювального струму залежить кількість наплавленого металу за одиницю часу, тобто продуктивність зварювання, а також глибина проплавлення (провар).
| Зварювання | Це незавершена стаття зі зварювання. Ви можете допомогти проєкту, виправивши або дописавши її. |